# アスコット競馬場
アスコット競馬場（アスコットけいばじょう、英語: Ascot Racecourse）は、イギリス・ロンドンから西に36マイル (58 km)に位置するイングランドのバークシャー州、ウィンザー城の西南アスコットにある競馬場。イギリス王室が所有し、ロイヤルアスコット開催時には、エリザベス2世がアスコット競馬場を訪れる。また、7月のダイヤモンドデーにはヨーロッパ三大レースの1つ「キングジョージ6世&クイーンエリザベスステークス」が行われることでも知られる。

## 歴史
1711年、大の馬好きであったアン女王が居城のウィンザー城から程近い場所を馬車で移動していた際、 目の前に広がる広大な丘を発見し「この場所こそ、競走馬が全力で走るのにふさわしい」と、競馬場の建設を命じた事により創設。同年8月11日には当地で最初のレースが行われる。その後、1807年よりゴールドカップが施行されている。
常設のスタンドが設置されたのは、1793年のことであった。1839年には10000ポンドを費やして、新しいメインスタンドが開設された。
1939年までは年に一度、6月のロイヤルアスコット開催と呼ばれる王室主催の4日間の開催のみが行われてきたが、その後は1952年に始まったキングジョージ6世&クイーンエリザベスステークスなど、王室主催以外のレースも行われるようになり、1965年より障害競走も行うようになった。現在は平地が17日、障害が8日開催されている。現在では、4月～9月までが平地競走のシーズンで、10月～3月には障害競走のシーズンとなっており、毎月2～3回開催されている。 
1988年6月16日、出走中の馬が暴れて騎手を振り落とす事故が発生したが、翌1989年に超音波を馬に照射することによる八百長であったことが判明した。

## コース形態

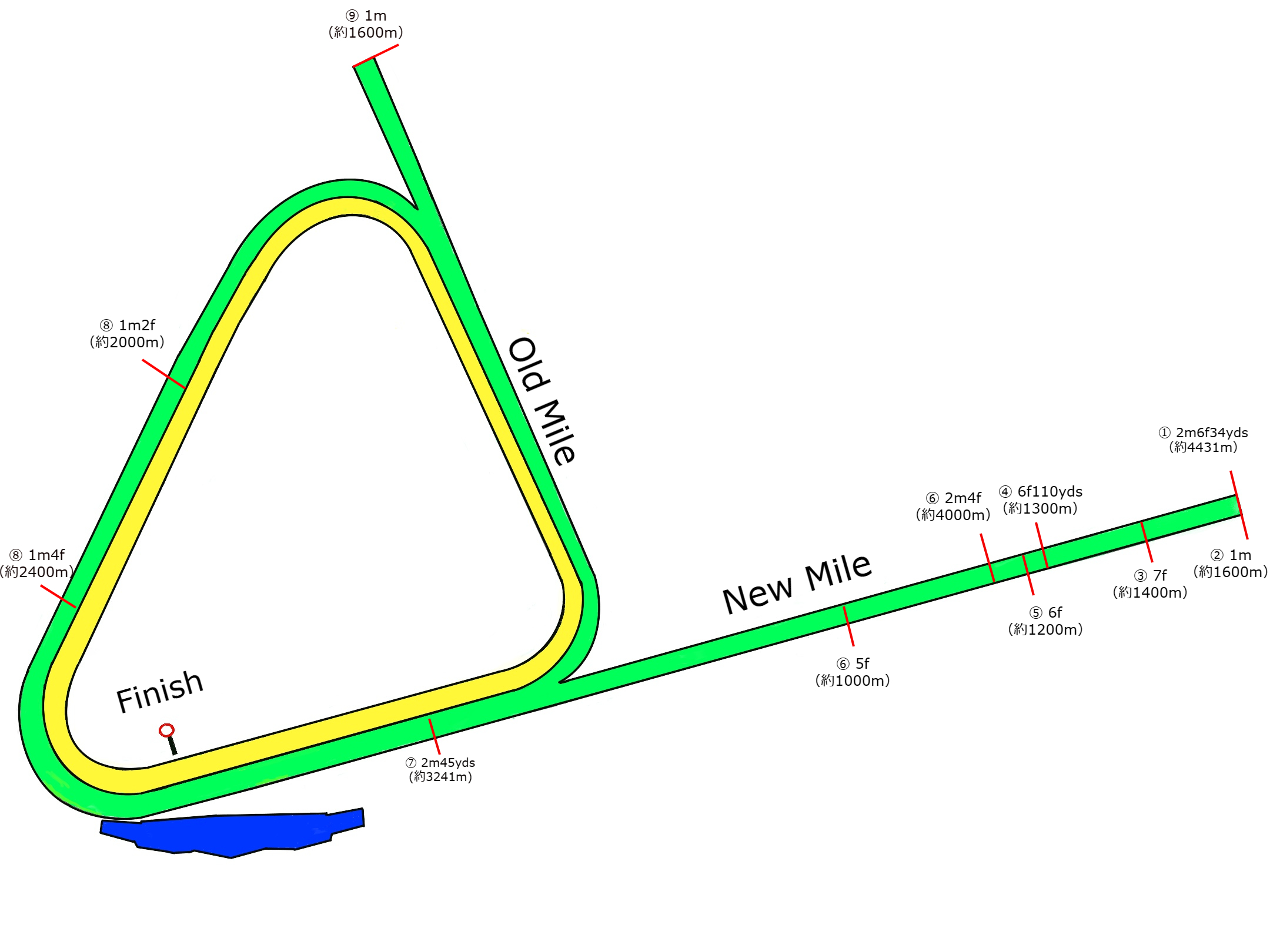
アスコット競馬場のコース概略図。

メインのトラックはほぼ三角形である（このためコーナーは第3コーナーまでしか存在しない）。右回り。1周14ハロン（約2816メートル）、直線2.5ハロン（約503メートル）。この三角形の最後の直線につながる形でニューマイルコースと呼ばれる1マイルの直線コースがある。また、1965年には本馬場の内側に、障害コース(図中黄色のコース)がオープンした。
キングジョージ6世&クイーンエリザベスステークスが施行される1mi4f(約2400m)のコース（図中⑧の地点）は、スウィンリー・ボトム(Swinley Bottom)と呼ばれるコース内標高が最も低い地点となる、第2コーナー隅まで、半マイルの下り坂から始まる。マイル標識から、険しい上り坂が、直線へと直角に交わるコーナー隅まで続き、直線では緩やかな上り坂が続く。最後の1ハロンは平坦となる。プリンスオブウェールズステークスが施行される1mi2f(約2000m)のコース（図中⑨の地点）は、スウィンリー・ボトムまでの距離は1mi4f(約2400ｍ)のコースより短いものの、スタミナ適性が試されるコースとなっている。
マイル戦(約1600m)では、右回りコース(オールドマイル、図中⑩の地点)と直線コース(ニューマイル、図中②の地点)のいずれかで施行される。オールドマイルコースでのマイル戦(セントジェームズパレスステークス、コロネーションステークス、クイーンエリザベス2世ステークス)は、スウィンリー・ボトムの引き込み線(図中⑩の地点)からスタートして残り1ハロンの標識まで上り坂となる。他方でニューマイルコースでのマイル戦(クイーンアンステークス、ロイヤルハントカップ)は、右回りコースのホームストレッチ入り口まで緩やかに起伏する。また、5ハロン～7ハロンまでのレースはすべてニューマイルコースで施行される。
2mi4f(約4000m)で施行されるアスコットゴールドカップは1807年に現在の条件で初めて施行されて以来、ロイヤルアスコット開催の重要なレースに位置付けられている。同レースのコース形態は直線コースからスタートして6ハロン走り、右回り一周コースのホームストレッチに入る。
アスコット競馬場では、馬場の排水が問題となることが多かった。障害コースがオープンする前年の1964年、集中豪雨が発生し、ゴールドカップを含む2日間の競争が中止となった。その後、延べ45キロメートル以上に及ぶ排水管が敷設された。しかし、1974年に発生した集中豪雨によって、クイーンエリザベス2世ステークスが中止されるという事態になった。
2004年秋から2005年にかけては約2億ポンド（約480億円）の巨費が投じられ、芝コースを路盤から掘り起こしての大規模な改修工事が行われた。それまで起伏の激しかったコースが幾分平坦になるなど、以前よりも走り易くなったとされている。また、この改修工事ではパドックがスタンド中央に移設され、新しいパドックには最大で約9000人の人員を収容できるという。

## ブリティッシュ・チャンピオンズデー
ブリティッシュ・チャンピオンズデーは、2011年よりアスコット競馬場で開催されている競馬の競走の開催日、および同日に行われる重賞の総称である。イギリスの平地競走シーズンを締めくくるイベントである。この日に行われる重賞は、ブリティッシュ・チャンピオンズシリーズの最終戦と1マイル（1600m）のハンデキャップ競走である。
これらのレースは、2011年以前はアスコット競馬場とニューマーケット競馬場にて長年の間、開催されていた重賞を集約したものである。アスコット競馬場ではダイアデムステークスとクイーンエリザベス2世ステークス、ニューマーケットではチャンピオンステークス、ジョッキークラブカップ、プライドステークスが開催されていた。これらがブリティッシュ・チャンピオンズシリーズの各部門の決勝戦となった。
クイーン・エリザベス2世ステークスとチャンピオンステークスは名前を変えず、それぞれマイル部門とミドルディスタンス（1800m～2200m）部門の最終戦となった。ダイアデムステークスはブリティッシュ・チャンピオンズ・スプリントステークス、ジョッキークラブカップはブリティッシュ・チャンピオンズ・ロングディスタンスカップ、プライドステークスはブリティッシュ・チャンピオンズ・フィリーズ&メアズステークスとなった。

## 主な競走
- ロイヤルアスコット開催
  - セントジェームズパレスステークス
  - クイーンアンステークス
  - キングチャールズ3世ステークス
  - プリンスオブウェールズステークス
  - ゴールドカップ
  - コモンウェルスカップ（2015年新設[9][10]）
  - コロネーションステークス
  - クイーンエリザベス2世ジュビリーステークス
- キングジョージ6世&クイーンエリザベスステークス
- シャーガーカップ（騎手招待競走）
- ブリティッシュ・チャンピオンズデー
  - チャンピオンステークス(2011年より、ニューマーケット競馬場から移転)
  - クイーンエリザベス2世ステークス
  - ブリティッシュ・チャンピオンズ・スプリントステークス
  - ブリティッシュ・チャンピオンズ・ロングディスタンスカップ
  - ブリティッシュ・チャンピオンズ・フィリーズ&メアズステークス
- ロングウォークハードル
- クラレンスハウスチェイス
- アスコットチェイス

## イベント
王室が所有する競馬場であるが、レッドブル・エアレース・ワールドシリーズの会場として使用されるなど、競馬以外のイベントも開催されている。

## アスコット競馬場が登場する作品
- マイ・フェア・レディ - 主人公イライザとヒギンズ教授がアスコット競馬場を訪れる場面がある。映画においては、スタンドのスタジオセットがメインで、馬は競走中に観客の前を一度通過するのみである。ただし競馬場のほとんどが左回りのアメリカで作られた映画らしく、観客の視線は実際のアスコット競馬場と異なり左回りのレースを見るように動いている。
- 007 美しき獲物たち - 映画版で登場。競馬場の厳格な服装規定に従い、ボンドはグレーのモーニングにシルクハット、マネーペニーはドレスと帽子を着用している。
- 百万ドルをとり返せ! - 主人公4名が詐欺の被害に遭い報復を開始する。その途中、報復のターゲットが所有する馬がキングジョージ6世&クイーンエリザベスステークスに出走するくだりがある。